# Vrede van Wedmore

Engeland in 878

De Vrede van Wedmore is een term die door historici wordt gebruikt om een gebeurtenis aan te duiden waar de monnik Asser in zijn Leven van Alfred naar verwijst. Hij zet hierin uiteen hoe in 878 de Vikingleider Guthrum werd gedoopt en hoe Guthrum Alfred de Grote als zijn adoptievader aanvaardde. Guthrum stemde ermee in om Wessex te verlaten.
Van het Verdrag van Wedmore (ook wel het "Verdrag van Chippenham" genoemd) wordt vaak door historici aangenomen dat het heeft bestaan. Er is echter geen fysiek nu nog bestaand verdrag overgeleverd. Er bestaat echter wel een soortgelijk document dat niet specifiek gekoppeld is aan Wedmore. Dat is het Verdrag van Alfred en Guthrum.